# Gazeran
Gazeran is een gemeente in het Franse departement Yvelines (regio Île-de-France) en telt 1176 inwoners (2005). De plaats maakt deel uit van het arrondissement Rambouillet. In de gemeente ligt spoorwegstation Gazeran.

## Geografie
De oppervlakte van Gazeran bedraagt 26,1 km², de bevolkingsdichtheid is 45,1 inwoners per km².
De onderstaande kaart toont de ligging van Gazeran met de belangrijkste infrastructuur en aangrenzende gemeenten.

## Demografie
Onderstaande figuur toont het verloop van het inwonertal (bron: INSEE-tellingen).